# Йос-Сударсо
Йос-Сударсо — острів в Арафурському морі, розташований біля південно-західного краю острова Нова Гвінея і відокремлений від нього вузькою протокою (протока Мулі). Довжина острова становить 180 км, при максимальній ширині до 100 км. Площа 11 742 км² (67-ме місце у світі). Найвища точка острова знаходиться на висоті 10 м над рівнем моря.
Острів належить до регентства Мерауке провінції Папуа. На острові є 25 невеликих сіл, найбільше з яких — Кімаам (столиця округу Кімаам), Калілам і Бамол. Острів сильно заболочений, тому сполучення між населеними пунктами ускладнене. Детальне етнографічне дослідження острова провів Лоран Серпенті в 1960-1962 роках.
Голландські колоністи назвали острів Фредерік-Хенрік. Сучасну назву дано на честь командора ВМС Індонезії Йоса(фата) Сударсо, загиблого в 1962 році в битві за Арафурське море. Також острів відомий під назвами Долак (Долок), Кімаам, Колепом.